# Jean de Bautista de Tolède
Jean de Bautista de Tolède, né en 1515 soit à Tolède soit à Madrid, mort le 15 mai 1567, était un architecte espagnol de la Renaissance.
Il apprit l'architecture, le génie civil et militaire en Italie, il a vraisemblablement commencé sa carrière à Rome entre 1534 et 1541 travaillant pour Michel-Ange et Paul III sur la façade de la cour du Palais Farnèse. Toujours possiblement sur Basilique Saint-Pierre sous la férule de Antonio da Sangallo le Jeune.
A Naples il travailla pour l'empereur du saint-empire-romain-germanique, Charles Quint à la confection de place, fontaine et rues.
Il renvint en Espagne en 1559, sur la requête de Philippe II d'Espagne pour être son architecte.
Mais l'œuvre la plus connue pour sa renommée fut son travail pour le palais de l'Escurial, la pierre de fondation porte sur un côté "JOANNES BAPTISTA ARCHITECTUS MAJOR. APRILES 23", de l'autre "DEUS OPTIMUS MAXIMUS OPERO ASPICIAT" et enfin sur une troisième "PHILIPUS HISPANIARUM REX A FUNDAMENTIS ERIXIR -1563": " en 1563. Son modèle servit à Jean de Herrera qui fut son continuateur pour l'Escurial.

## Sources
- (en) Cet article est partiellement ou en totalité issu de l’article de Wikipédia en anglais intitulé « Juan Bautista de Toledo » (voir la liste des auteurs).